# Myza sarasinorum
El mielero grande de Célebes (Myza sarasinorum) es una especie de ave paseriforme de la familia Meliphagidae endémica de la isla de Célebes. El nombre científico de la especie conmemora a los naturalistas suizos Paul Sarasin y a su primo Fritz Sarasin.

### Subespecies
Se reconocen tres subespecies:
- M. s. sarasinorum Meyer, AB & Wiglesworth, 1895 – en el norte de Célebes;
- M. s. chionogenys Stresemann, 1931 – en el centro norte y centro sur de Célebes;
- M. s. pholidota Stresemann, 1932 – en el sureste de Célebes.

## Distribución y hábitat
Es endémica de la isla de Célebes en Indonesia. Es observada regularmente por tours especializados en observación de aves en el parque nacional Lore Lindu en Sulawesi Central. Su hábitat natural son los bosques tropicales húmedos, generalmente entre 1700 y 2800 metros de altitud.